# Aziridine

Allgemeine Struktur der Aziridine

Aziridine sind eine Stoffgruppe der organischen Chemie. Ihr gemeinsames Strukturmerkmal ist ein gesättigter Dreiring, der ein Stickstoffatom enthält. Die unsubstituierte Stammverbindung der Gruppe ist das Aziridin. 

## Vorkommen
Aziridine sind als Naturstoffe selten. Aziridin-Ringe kommen aber in einigen bakteriellen Metaboliten vor wie den Azinomycinen und dem Ficellomycin.

## Herstellung
Ein bekanntes Herstellungsverfahren für Aziridine ist die Wenker-Synthese, die von einem β-Aminoalkohol ausgeht. Durch Umsetzung mit Schwefelsäure wird der Alkohol in einen Schwefelsäureester umgewandelt, der eine gute Abgangsgruppe ist. Unter Einwirkung einer Base kommt es zur intramolekularen Substitution und Cyclisierung. Über einen cyclischen Schwefelsäureester kann aus einem Diol ein Aziridin hergestellt werden. Dabei wird der Ring mittels Lithiumazid geöffnet und die Azid-Gruppe durch Lithiumaluminiumhydrid reduziert. Die intramolekulare Substitution ergibt wiederum den Ringschluss zum Aziridin.